# Березнегувате (станція)
Березнегувате — проміжна залізнична станція Херсонської дирекції Одеської залізниці на неелектрифікованій лінії Апостолове — Снігурівка між зупинним пунктом Лепетиха (8,4 км) та станцією Калініндорф (10 км). Розташована в селищі Березнегувате Баштанського району Миколаївської області.

## Історія

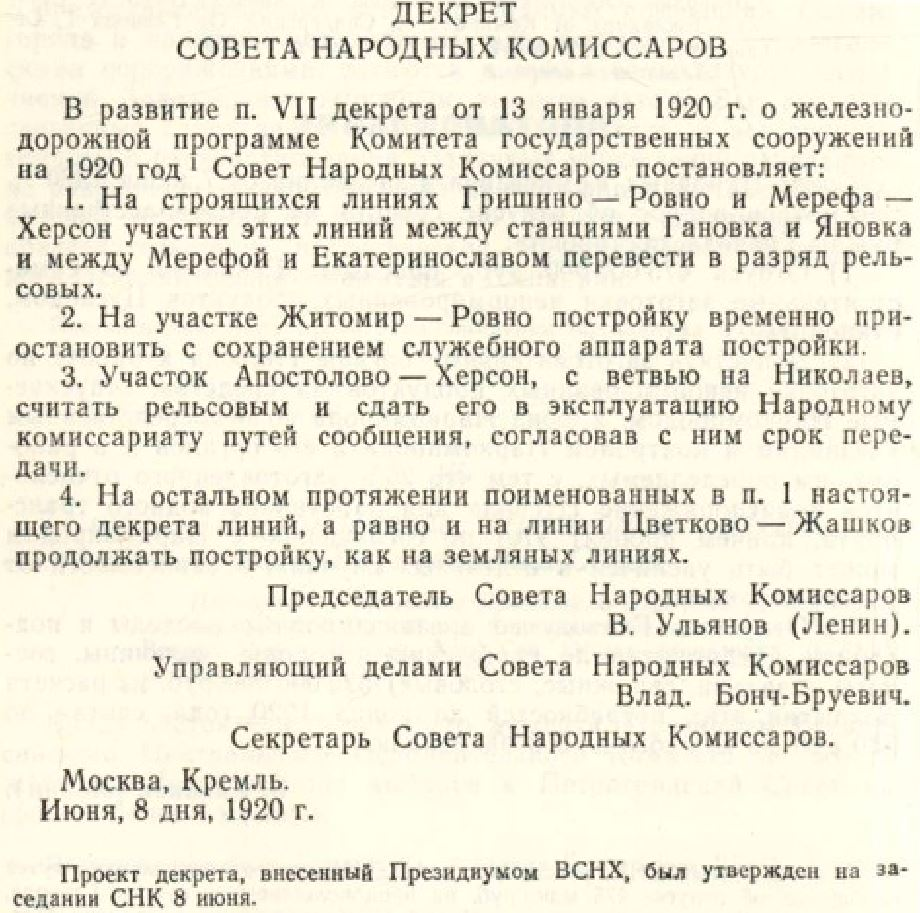
Історичне джерело, яке встановлює початок експлуатації залізничної лінії —

Станція відкрита 8 червня 1920 року, після закінчення будівництва дільниці Апостолове — Снігурівка магістральної залізничної лінії Мерефа — Херсон, згодом після захоплення більшовиками та встановлення радянської влади на території Української Народної Республіки (УНР).  Під такою ж назвою, іноді вживалась назва — Березнегувата. Як помилка в назві, при друкуванні розкладів поїздів МШМ СРСР та недбалого ставлення до власних назв українських топонімів з боку радянської влади.

## Пасажирське сполучення
Під час тимчасової окупації окремих районів Херсонської області, внаслідок повномасштабного російського вторгнення в Україну, рух поїздів тимчасово був припинений. Поїзди далекого сполучення прямували до Києва, Кривого Рогу, Херсона, Миколаєва, Харкова, Москви, Мінську.
З 10 жовтня 2023 року відновлено рух приміських поїздів за маршрутом Миколаїв-Вантажний — Біла Криниця.
З 14 листопада 2024 року відновлено курсування поїзда Приміські поїзди курсували за напрямком Апостолове — Херсон — Миколаїв (через станції Снігурівка, Миколаїв, Херсон, Копані). На станції Апостолове існує узгоджена пересадка на приміські поїзди сполученням Апостолове — Дніпро.